# Bojan Jambrošić
Bojan Jambrošić (Čakovec, 28. rujna 1985.) hrvatski je pop pjevač, pobjednik prve sezone showa Hrvatska traži zvijezdu. Njegova producentska kuća je Dallas Records, s kojom je potpisao ugovor nakon pobjede u showu.
Prvi album Bolji od ljubavi izdao je 2009. 2013. izdaje drugi studijski album, Zapisano u zvijezdama.

## Životopis

### Rane godine
Prvi nastup je imao već s 10 godina, na Dječjem festivalu u Čakovcu, no kasnije se okrenuo zborskom pjevanju i natjecanjima: MEF (Čakovec), Darfest (Daruvar), Bonofest (Vukovar), Centrum Mundi (Ludbreg) i sl. Pjevao je i u lokalnom rock sastavu Larva, a najpoznatija pjesma im je bila Nebo, s kojom su pobijedili na Darfestu. Njegov glazbeni žanr je od početka bio pop-rock, što je ostalo i do danas. Pjevao je i u mnogim drugim žanrovima; u sastavu Bljesak se okušao u duhovnoj glazbi, a s opernom pjevačicom Evelin Novak se okušao i u operi.

### Hrvatska traži zvijezdu
Uz Zorana Mišića, prošao je do finala showa. U finalu je otpjevao singl Ne govori da me znaš, koji je postao njegov nakon pobjede u showu. Potpisao je ugovor s producentskom kućom Dallas Records, čiji je vlasnik Goran Lisica - Fox, član žirija HTZ-a.

### Glazbena karijera
Odmah nakon pobjede u HTZ-u, održao je koncert u rodnom Čakovcu. U studenom 2009., izdaje svoj prvi studijski album, Bolji od ljubavi, uz singlove "Preko ruba vremena", "Bolji od ljubavi" i "Ne govori da me znaš". Album je očekivano postigao velik uspjeh na tržištu.
U kolovozu 2013. godine izdaje drugi studijski album, Zapisano u zvijezdama, s kojeg u radijski eter emitira singlove "Hajdemo zajedno", "Na dobroj strani ljubavi", "Sve oko nje", "Uspomene" te singl "Obećana ljubav" s kojim u lipnju 2014. nastupa na CMC festivalu u Vodicama.
Nakon višegodišnjeg staža kao pjevač u Kazalištu Komedija, 2019. ponovno se okreće glazbi te se na festivalu Dora 2019. godine pojavljuje s dramatično-epskom baladom Vrijeme Predaje u duetu s pjevačicom Danijelom Pintarić.
Novi festivalski nastup bilježi ponovno na festivalu Dora 2020. godine s pjesmom Više od riječi koju je za njega skladala kantautorica Antonija Šola.

## Diskografija

### Albumi
- 2009. - Bolji od ljubavi
- 2013. - Zapisano u zvijezdama

### Singlovi
- 2009. - "Ne govori da me znaš"
- 2009. - "Preko ruba vremena"
- 2010. - "U našoj maloj sobi"
- 2010. - "Sasvim sam"
- 2011. - "Sve oko nje"
- 2013. - "Na dobroj strani ljubavi"
- 2013. - "Hajdemo zajedno"
- 2013. - "Uspomene"
- 2014. - "Obećana ljubav"
- 2019. - "Vrijeme predaje" duet s pjevačicom Danijelom Pintarić
- 2020. - "Više od riječi"
- 2020. - "Zadnja stanica" duet s pjevačicom Ashley Colburn
- 2021. - "Share the love" duet s pjevačicom Ashley Colburn

## Sinkronizacija
- "Ja sam Frankie" kao Cole Reyes (2024.)
- "Braća medvjedi: Film" kao Panda (2021.)
- "Opasne Snage" kao Henry Hart (2021.)
- "Knjige za život" kao Caleb McLaughlin (2020.)
- "Noobeesi" kao David Gómez (2020.)
- "Misteriji obitelji Hunter" kao Jake Hunter (2020.)
- "Na zamjeni" kao Jace Norman (S1E1) (2020.)
- "Pustolovine Kida Opasnog" kao Henry Hart (Kid Opasan) (2020.)
- "Obitelj Casagrande" kao Bobby Santiago (2020.)
- "Mlade snage istrage" kao Xander DeWitt (2019.)
- "Ekipa malih maca" kao Bucko (2019. – 2020.)
- "Promjena igre" kao Henry Hart (Kid Opasan) (2018. – 2019.); Jeremy (2019.)
- "Bez dlake na jeziku" kao Jeremy Martin (2018.)
- "Uspon Ninja Kornjača" kao Mikey (2018. – 2019.)
- "Rock'n' Roll Škola" kao Asher (2017. – 2019.)
- "Nela: Viteška princeza" kao Kralj i ostali likovi (2017.)
- "Banson je zvijer" kao Mikey Munroe (2017. – 2018.)
- "Vještičji načini" kao Daniel Miller (2017. – 2018.)
- "Kuća obitelji Glasnić" kao Bobby Santiago (2016.)
- "Povratak u divlji zapad" kao Chip Caldwell (2016.)
- "Pernata banda" kao Cuco (2016.)
- "Alvinnn!!! I nemirne vjeverice" kao Derek (2016.)
- "Nicky, Ricky, Dicky i Dawn" kao Nicky Harper (2015. – 2019.)
- "Henry Opasan" kao zaštitar i Sidney Birnbaum (2015.); Danko Dunlop (2016.); lubenica (2017.); majstor rasvjete i prolaznik iz 1989. (2018.); Henry Hart (Kid Opasan) [S04E14-S05E41] (2019. – 2020.)
- "Sezona lova: Lud od straha" kao vukodlak (2016.)
- "Pobuna letećih majmuna" (2015.)
- "Thundermani" kao Gideon (2015. – 2018.)

## Vanjske poveznice
- Službena stranica
- Bojan Jambrošić - Profil na službenoj stranici HTZ-a  Arhivirana inačica izvorne stranice od 18. prosinca 2009. (Wayback Machine)